# Mein lieber friend
«Mein lieber friend» — четырнадцатый альбом группы «Контора Кука». Альбом входит в топ альбомов 2017 года по версии Союза и десятку альбомов года по версии портала Наш НеФормат.

## В записи приняли участие
- Владимир Елизаров (Кук) — вокал, гитара, бас
- Виктор Гуров — шумы, sound research
- Олег Садовников — бас
- Алексей Могилевский - саксофон
- Андрей Игонин - клавиши

## Список композиций
- Когда они приедут
- Прикинулся спящим
- Суббота
- Что она скажет
- Заговоренный вход
- В районе десяти
- После столетней войны
- Бензоколонка, полдень...
- Хамелеон
- Неосторожно
- Mein lieber friend

## Пресса
Это как серьёзный разговор по душам, который невозможен, когда встречаешься с близким человеком на бегу. Чтобы всё состоялось, нужно настроиться на соответствующий лад, смотреть друг другу в глаза, и не делать постоянных попыток украдкой взглянуть на часы. Но, право слово, это честная и мощная штука.Алексей «Алекс» Орлин, портал PROCKOS.RU
Самарские разрушители рок-канонов (и одновременно рьяные их хранители) продолжают  свое движение по непрямой и колючей звуковой дорожке, на сей раз достигнув высшего пика творческого экстремизма. «Mein lieber friend…», упакованный в картонный конверт-раскладушку, таит в себе целый расшитый кисет секретов, раскрывать которые приходится от песне к песне, и так одиннадцать раз.Александр Кутинов, портал КОНТР@БАНДА